# Desiderius Kolossváry de Kolosvár
Desiderius Kolossváry de Kolosvár (mađ. Dezső Kolossváry) (Veszprem, 1. svibnja 1855. – Sopron, 5. travnja 1919.) je bio austrougarski general i vojni zapovjednik. Tijekom Prvog svjetskog rata zapovijedao je XI. korpusom na Istočnom bojištu.

## Vojna karijera
Desiderius Kolossváry de Kolosvár je rođen 1. svibnja 1855. u Veszpremu. Sin je Jozsefa Kolossváryja, inače odvjetnika i zemljoposjednika, te Karoline Nedeczky. Pohađao je Tehničku vojnu akademiju koju je završio 1876. godine, nakon čega s činom poručnika služi u 10. husarskoj pukovniji. U čin natporučnika promaknut je u svibnju 1881. godine, dok je čin satnika dostigao u studenom 1884. godine. Od te iste godine služi u stožeru II. korpusa, da bi 1891. bio promaknut u bojnika. Godine 1892. premješten je na službu u 11. husarsku pukovniju, dok je u svibnju 1894. unaprijeđen u potpukovnika, te raspoređen na službu u Glavni stožer. Od 1896. nalazi se na čelu vojno-obavještajne službe (Evidenzbureau) koju dužnost obnaša do 1898. godine kada postaje načelnikom operativnog odjela Glavnog stožera. U međuvremenu je, u svibnju 1897. promaknut u čin pukovnika.
U svibnju 1903. imenovan je zapovjednikom 2. honvedske konjičke brigade. Istodobno s tim imenovanjem promaknut je u čin general bojnika. Navedenu dužnost obnaša međutim, svega mjesec dana jer u lipnju postaje ministrom obrane u ugarskoj vladi Khuena Héderváryja. Dužnost ministra obrane obnaša do studenog te iste godine, da bi iduće 1904. godine postao zapovjednikom 14. konjičke brigade. Od kolovoza 1906. zapovijeda divizijom smještenom u Stanislavu, da bi u studenom 1907. bio promaknut u čin podmaršala, te imenovan zapovjednikom 30. pješačke divizije. U listopadu 1911. postaje zapovjednikom XI. korpusa kojim zapovijeda i na početku Prvog svjetskog rata. U međuvremenu je, u listopadu 1912., promaknut u čin generala konjice.

## Prvi svjetski rat
Na početku Prvog svjetskog rata XI. korpus kojim je zapovijedao Kolossváry nalazio se u sastavu 3. armije kojom je na Istočnom bojištu zapovijedao Rudolf von Brudermann. Zapovijedajući XI. korpusom Kolossváry sudjeluje u početnim borbama na Istočnom bojištu, te Galicijskoj bitci. U navedenoj bitci nije se međutim, istaknuo tako da je u rujnu 1914. smijenjen s mjesta zapovjednika XI. korpusa.

## Poslije rata
Kolossváry nakon što je smijenjen s mjesta zapovjednika XI. korpusa nije dobio novo zapovjedništvo, te je umirovljen 1. veljače 1915. godine. Preminuo je 5. travnja 1919. u 65. godini života u Sopronu.

## Vanjske poveznice
(eng.) Desiderius Kolossváry de Kolosvár na stranici Oocities.org

(njem.) Desiderius Kolossváry de Kolosvár na stranici Weltkriege.at